# Kunkovice (zámek)
Zámek Kunkovice leží ve vsi Kunkovice v městysu Čachrov v okrese Klatovy. Od 3. května 1958 je veden  jako kulturní památka.

## Historie
Původní renesanční tvrz pochází z konce 16. století, kdy byla v majektu rodu Bohuchvalů z Hrádku. Sporadicky se dochovaly relikty sgrafitové výzdoby. Po rychlém sledu majitelů v době pobělohorské připadl zámek v 18. století Malovcům z Chýnova, již provedli barokní přestavbu. V následujícím století se objekt stal majetkem rodiny Pollandů a později Schreinerů, kteří mimo jiné vlastnili nedaleký Nemilkov se zámkem.
Výraznou válcovou věž, včetně západního traktu, získal objekt ve 30.–40. letech 20. století. Zámek v té době vlastnila katolická skautská organizace Legio angelica. Do února 1948 sloužil objekt jako mládežnická ubytovna. Poté v něm byly umístěny kanceláře JZD a MNV a fungovalo v něm taktéž pohostinství s obchodem. Majetkem obce, která vypracovala památkáři schválený projekt na rekonstrukci zámku, byl objekt i po Sametové revoluci. Obec zde chtěla zřídit prodejnu se zdravotním střediskem, k tomu však nedošlo a objekt byl prodán.
V interiéru se nedochoval ani mobiliář, ani nástěnná výmalba, jež měla zobrazovat lovecké scény a květinové motivy. Mimo tři místnosti jsou vnitřní prostory nezaklenuty. Zámecká budova je z jihu a západu obestavěna hospodářskými staveními.